# عائشة راتب
عائشة راتب (22 فبراير 1928 - 4 مايو 2013)، محامية مصرية وسياسية وأول امرأة مصرية تشغل منصب سفيرة وأيضا أستاذة في القانون الدولي بجامعة القاهرة. ولدت في القاهرة في أسرة متوسطة الطبقة ومتعلمة. أما عن حياتها الجامعية، درست في البداية بكلية الأداب جامعة القاهرة ولكن بعد مرور أسبوع واحد فقط قامت بالتحويل لكلية الحقوق. وتخرجت من جامعة القاهرة عام 1949 ثم ذهبت لفترة قصيرة إلى باريس لمواصلة تعليمها ومن ثم تلقّت درجة الدكتوراه في القانون عام 1955.
قدمت عائشة راتب للحصول على منصب قاضية في مجلس الدولة (أعلى هيئة قضائية في مصر) ورُفضت لكونها أنثى. وقال رئيس الوزراء وقتها حسين سري باشا أن وجود قاضية امرأة في ذلك الحين «ضد تقاليد المجتمع» ، فقامت برفع دعوى ضد الحكومة لانتهاك حقوقها الدستورية. وتعتبر قضيتها الأولى من نوعها في مصر.
خسرت راتب قضيتها وقد اعترف رئيس مجلس الدولة عبد الرزاق السنهوري بأنها خسرت القضية لأسباب سياسية وثقافية وليس بناءً على القانون المصري أو الشريعة.
شجعت هذه القضية ورأي السنهوري المكتوب نساء أخريات أن يحذوا حذوها على الرغم من أنه لم يتم تعيين أي قاضية امرأة حتى عام 2003 عندما عٌينت تهاني الجبالي كقاضية. وفي عام 2010، أمر رئيس الوزراء المصري إعادة النظر في القرار الأخير ضد السماح بتعيين الإناث قضاة. وفي يوليو 2015، حلفن 26 امرأة اليمين ليتم تعيينهم كقضاة.
كانت عائشة راتب جزء من اللجنة المركزية للاتحاد الاشتراكي العربي عام 1971 حيث ساعدت في صياغة الدستور الجديد لمصر. ومن بين جميع أعضاء اللجنة، كانت الوحيدة التي اعترضت على السلطات الإستثنائية التي منحها الدستور للرئيس آنذاك محمد أنور السادات.
بعد ذلك، شغلت منصب وزيرة التأمينات والشئون الاجتماعية في الفترة من 1974 وحتى 1977 وتعتبر ثاني امرأة تشغل هذا المنصب. وطوال مدة توليها هذا المنصب كانت قادرة على إصدار إصلاحات للنساء في الدولة على الرغم من محاولة الشيوخ المتعصبين لإفساد سمعتها.
وضعت عائشة راتب قيودُا على مسألة تعدد الزوجات والتأكيد على قانونية الطلاق فقط إذا شهد عليه قاضي، وعملت على مساعدة الفقراء ووضعت قانونًا لتعيين المعاقين. قدمت استقالتها عام 1977 أثناء ثورة الخبز احتجاجًا على رفع الحكومة للدعم عن السلع الأساسية مما أثر على المواطنين الفقراء في مصر.
عُينت عائشة راتب كأول إمراة تشغل منصب سفيرة في مصر عام 1979. وبصفتها سفيرة، قادت مصر إلى مكانة متوازنة في عالم ملئ بالعلاقات الدولية المستقطبة.
عملت راتب سفيرة لدى الدنمارك في الفترة من 1979 إلى 1981 ولدى جمهورية ألمانيا الفيدرالية من 1981 إلى 1984.
انتقدت راتب الرئيس المصري السابق حسني مبارك لأنها أحست بأن فترة حكمه خلقت فجوة كبيرة بين الأغنياء والفقراء.
توفت عائشة راتب في الجيزة نتيجة لسكتة قلبية مفاجئة في 2013.

## نشأتها
ولدت عائشة في الدرب الأحمر في 22 فبراير عام 1928، لأسرة تنتمي إلى الطبقة الوسطي، من أم أجنبية وأب مصري. حصلت على الثانوية من مدرسة السنية بالسيدة زينب وكان ترتيبها السادس، وكانت قراءتها لكلاسيكيات الأدبين الإنجليزي والفرنسي، دافعا للالتحاق بكلية الآداب، وبالفعل تقدمت إلى الكلية، لكن عادت وسحبتها بعد أسبوع للالتحاق بكلية الحقوق التي اشتهرت بتخريج السياسيين والزعماء وكانت تسمى كلية الوزراء.
تخرجت في كلية الحقوق ضمن العشرة الأوائل آنذاك، ثم قرأت في الصحف أن مجلس الدولة يطلب مندوبين مساعدين وتقدمت للوظيفة، كان مقررا أن يلتقي العشرة الأوائل بالدكتور عبد الرزاق السنهوري - رئيس مجلس الدولة - في الإسكندرية، وعلمت حينها أن رئيس الوزراء حسين باشا سري رفض تعيينها، لأن ذلك يتعارض مع تقاليد المجتمع المصري، حيث كان من النادر جدا أن تتولى سيدة منصبا في تلك الآونة.

## بداية حياتها
تحكى دكتورة عائشة:: «للحصول علي حقي انضممت إلي جمعية هدي شعراوي وكل الجمعيات المطالبة بحقوق المرأة، ولم أكتف بذلك، بل رفعت دعوي قضائية علي مجلس الدولة، وكان عمري آنذاك حوالي 21 عاما». أثناء الدراسات العليا في كلية الحقوق، تقدمت بطلب تعيين كمعيدة، ووعدها العميد وقتها د. حامد فهمي بالتعيين ولم تكن الكلية وقتها عينت معيدات فكان هناك اعتراض.
بعد حصولها على الدكتوراه من باريس عادت إلي مصر وتم اختيارها ضمن لجنة “المائة” التي كانت مسئولة على الإشراف علي انتخابات المؤتمر القومي للاتحاد الاشتراكي عام 1971 وكتابة الدستور ومناقشة اختصاصات رئيس الجمهورية في الدستور، وفي اللجنة المركزية طلبوا منها ترشيح نفسها، وهو ما حدث، وكانت رقم 2.

### معركة مع مجلس الدولة
هكذا تم سؤالها في مقابلة مجلس الدولة: "هل تستطيعين القيام بأعباء القضاء والحكم بين الناس؟! وأجابت عائشة بالإيجاب!وهنا احتج أحد المستشارين بقوله: إنه لا يجوز أن تعتلى امرأة منصة القضاء لتحكم في قضايا الناس!! وبدأت مناقشة حامية بين عائشة وبين المستشار المعارض في تعيينها وتمسكت عائشة بأنها وقد أتيح لها العلم فيجب أن تتاح لها نفس الفرصة التي تتاح لزملائها سواء بسواء!
تدخل أكثر المستشارين في مناقشة الموضوع من النواحى الفقهية والدينية والاجتماعية، وفجأة قال أحدهم: إن المجلس إذا رفض قبول الآنسة بين موظفيه، فإن للآنسة أن ترفع قضية على مجلس الدولة أمام المجلس نفسه! ثم أردف: وإذا رفعت هذه القضية فإنها ستكون في دورتى، ومن المؤكد أنى سأحكم لها ضد المجلس لأننى مقتنع بالموضوع سلفا عن دراسة عميقة وتفكير دقيق. وهنا سكتت الضجة وأخذ الموجودون يهنئون أول آنسة مصرية تتولى القضاء!!، ولقد سأل «السنهورى باشا» عن أي المستشارين يختارها للعمل معه؟! فتسابق المستشارون - أنصار المرأة - لاختيارها وأبدى كل استعداده وترحيبه لأن تعمل في قسمه! وعاد المستشار المعارض فقال: الأمر لكم لكنى لا أحتمل أن أرى في مستقبل حياتنا فتاة تدرجت في مناصب القضاء حتى تصل ذات يوم إلى رئاسة محكمة النقض مثلا أو رئاسة مجلس الدولة! فرد زميله قائلاً: كان الواجب أن نبحث هذا قبل أن نسمح لها بدخول الجامعة.ومن ناحية أخرى يجب ألا نتناسى أنها ستكون كذلك في عصر غير العصر الذي نحن فيه «!!» وبالرغم من ذلك خرج التقرير أنها لم تقبل حيث أن «المجتمع المصري مازال غير مهيئ لفكرة عمل المرأة في القضاء.»
خاضت راتب معركة قضائية أمام مجلس الدولة (القضاء الإداري) للطعن على قرار رفض تعيينها فيه بداعي أنها امرأة وأن وجودها في المجلس يتعارض مع تقاليد المجتمع المصري، لتخوض راتب أول معركة قضائية دفاعا عن حق المرأة في الالتحاق بسلك القضاء، انتهت بإصدار الدكتور عبد الرزاق السنهوري، رئيس مجلس الدولة في ذلك الوقت، حكما يؤكد فيه عدم وجود مانع دستوري أو شرعي أو قانوني، يحول دون تعيين المرأة في سلك القضاء، ولكن الدولة هي التي تحدد الوقت المناسب الذي تصبح فيه المرأة قاضية.

## وزيرة الشئون الاجتماعية
كانت الوحيدة في اللجنة المركزية وبحضور الرئيس محمد أنور السادات التي طالبت بتحديد اختصاصات رئيس الجمهورية، ففوجئت بورقة صغيرة تصل إليها مكتوب فيها «ارحمينا يا دكتورة» فعلق السادات قائلا: «سيدة قالت رأيها بصراحة وحددت اختصاصات رئيس الدولة، وهو موجود وقاعد فوق في اللجنة المركزية تيجي وزيرة». وبهذا اختارها السادات وزيرة للشئون الاجتماعية براتب 235 جنيها.
عندما تولت منصبها كانت في ظروف حرب الاستنزاف وانفجار أزمة المهجرين من مدن القناة، وارتفاع الأسعار وانخفاض الدخول فأصدرت قرارا برفع قيمة راتب عسكري الجيش من 2.5 جنيه إلي 10 جنيهات، حينها قال لي الرئيس السادات: «أيوه كده اكسري الروتين ولا يهمك، نون النسوة أثبتت أنها أجدع، اعملي كل ما يأتي في دماغك طالما هو صح».
في عام 1975 أقرت «معاش السادات» للفئات معدومة الدخل التي لا تظلها مظلة التأمينات الاجتماعية، وأصدرت قانونا يعطي للشباب حق الحصول علي معاش حتي عمر 26 سنة، وأعطيت الحقوق للابنة المطلقة في الحصول علي معاش أبيها مرة أخرى في حالة طلاقها، وأصدرت قانون الأحوال الشخصية الذي أعده فريق من العلماء وكان لا يبيح الطلاق إلا أمام القاضي ولكن السادات سحبه لأنه واجه معارضة شديدة، وتفجرت مظاهرات طلاب الأزهر ضد القانون، بالإضافة إلى «قانون الخدمة العامة» للشباب والشابات الذين لم يؤدوا الخدمة العسكرية للعمل في المشروعات التنموية ومحو الأمية بالقري والنجوع، وقانون الـ 5% الذي يفرض علي الجهات الحكومية تعيين 5% من مجمل موظفيها من المعاقين.
في حرب أكتوبر كانت تزور المصابين في المستشفيات لمساندتهم، وكانت السيدة جيهان السادات حريصة علي مشاركتها في الزيارات، وبعد انتهاء العمليات كانت ضمن أعضاء الحكومة في مجلس الشعب حينما كرم الرئيس القادة العسكريين.
شعورٌ بالاستغراب والدهشة سيطر على أستاذة القانون الدولي د. عائشة راتب حين نشرت الصحف المصرية في صفحتها الأولى في 12 نوفمبر تشرين ثانٍ 1971 خبر تعيين د. عائشة - والتي كانت آنذاك في الثالثة والأربعين من العمر- وزيرة للشؤون الاجتماعية. ففي أعقاب انتخابها لعضوية اللجنة المركزية للاتحاد الاشتراكي شاركت في المؤتمر العام وكان النقاش دائراً حول الدستور. ولأنها كانت قانونية فقد ذهبت لزملائها في الكلية وسألتهم عن اعتراضاتهم على مواد الدستور، وجمعت آراءهم. كان النقاش حول اختصاصات رئيس الجمهورية حين اعترضت د. عائشة راتب على توسيع اختصاصات رئيس الجمهورية وظلت تقول «لا يجوز» و«لا يليق» وفق ما هو مدون في محاضر الجلسة الرسمية. استمرت الجلسة ثلاث ساعات وهي مصرة على الرفض فأرسل لها البعض ورقة وقالوا لها فيها «ارحمينا يا دكتورة عائشة»
تقول د. عائشة راتب: "وكان الرئيس أنور السادات موجوداً في الجلسة في الطابق العلوي إذ كان يرأس اجتماعات اللجنة المركزية وقتها، وقد سمعت بعد ذلك منه شخصياً في اجتماع لجنة السياسات واللجنة الوزارية أنه قال للوزراء "إنتو عارفين أنا جبت الدكتورة عائشة وزيرة ليه؟ لأنها في اللجنة المركزية وأنا موجود جلست تناقش اختصاصات رئيس الجمهورية، فقررت تعيينها وزيرة"
أما عن معرفتها بالخبر، فقد أخبروها في المنزل أن مكتب وزير الداخلية اتصل بها، وكانت وقتها تلقي محاضرة في المؤتمر العمالي التابع لجامعة الدول العربية، وكانت في المحاضرات تنتقد رفض العرب قرار الجمعية العامة للأمم المتحدة عام 1947 الذي قضى بتقسيم فلسطين إلى دولتين إسرائيلية وأخرى فلسطينية، وترى أنه لو قبل العرب ذلك لاختلف الوضع. اعتقدت د. عائشة راتب أن الحكومة لم يعجبها كلامها فاستدعتها. وذهبت إلى ممدوح سالم وكان وزيراً للداخلية، فأخبرها بضرورة الذهاب إلى مجلس الوزراء، فذهبت وقابلت د. محمود فوزي الذي قال لها: «يا دكتورة نحن يسعدنا ويشرفنا أن تكوني وزيرة معنا»، فقالت: «وزيرة إيه؟»، قال: شؤون اجتماعية، قالت: «أنا أستاذة قانون، مالي ومال الشؤون الاجتماعية»! فقال «الشؤون الاجتماعية كلها قوانين ونحن نريدك لذلك»
اشترطت د. عائشة راتب أن تكمل العام الدراسي مع الطلبة وأن ترجع للكلية بعد خروجها من الوزارة. وفي حجرة الوزراء جاءها صوت د. محمد حافظ سالم من آخر الغرفة يقول: «كمان بتتشرطي»، فقالت: «أنا لا أشترط إنما لابد أن أنهي التزاماتي تجاه الطلبة». بعد ذلك حلفت اليمين أمام الرئيس وأصبحت ثاني وزيرة للشؤون الاجتماعية في مصر.

## استقالة الوزيرة
في أعقاب أحداث 18 و19 يناير 1977 قدمت استقالتها للرئيس السادات، مع عدد من الوزراء، بعد أن اختلفوا مع الرئيس السادات في أسباب الأحداث، فكان رأيه أنها انتفاضة حرامية، وهم كانوا يروا غير ذلك انها انتفاضة شعبية، فقررت تقديم استقالتها مما أغضب السادات. كان من المتبع أن الوزير الأستاذ بالجامعة، يعود لجامعته بعد انتهاء عمله الوزاري، أما هي فظلت في البيت لمدة شهر دون أن يصدر قرار العودة للجامعة، وطلب منها الكثيرون كتابة مذكراتها، لكنها رفضت قائلة ” لم أكن أريد التعرض لرجل أكرمني، واختارني للوزارة مرتين، وترك لي مطلق الحرية طوال مدة الوزارة، لأفعل ما أشاء مادمت أعتقد أنه صواب “.

## أول سفيرة مصرية
بعد ذلك عينها الرئيس السادات سفيرة بوزارة الخارجية وتم اختيارها سفيرة بالدنمارك، وخلال فترة عملها في الدنمارك علم الرئيس السادات أن أبنائها يقيمون في ألمانيا فنقلها سفيرة هناك. تقول عن عملها كسفيرة ” كنت ثاني سفيرة عربية بعد أخت الملك الحسن، أيضاً لم أكن أول سفيرة لمصر في أوروبا فقد سبقتني إلي هذه الدول حتشبسوت ونفرتيتي ونفرتاري وهن ملكات مصريات معروفات بالاسم في هذه الدول “.

## بعد اعتزال السياسة
عندما اعتزلت العمل السياسى بعد خروجها من الوزارة، فإنها لم تقدم استقالتها من الاهتمام بالشأن العام، بل واصلت العطاء من خلال المتاح من العمل الأهلى المنزه عن شبهات التدخل الرئاسى أو دهاليز البيروقراطية المصرية العتيقة. ورغم كبر سنها وظروفها الصحية، لكن عائشة راتب في آخر أيامها شعرت بحنين إلى المجال الأكاديمي فطلبت من الدكتور محمود كبيش عميد كلية الحقوق بجامعة القاهرة أن يدعوها لحضور مجلس الكلية لمناقشة بعض الأمور الأكاديمية، وبالفعل دعاها، إلا أن صحتها تدهورت ولم تستطع تلبية الدعوة.

### رسالة لمبارك
ربما يتذكر الكثيرون رسالتها الشجاعة التي وجهتها للرئيس السابق حسني مبارك في أواخر يونيو 2010، عندما كان لايزال ممسكًا بزمام أمور الرئاسة، على هامش الحوار الذي أجرته معها رانيا بدوي على صفحات جريدة المصرى اليوم، حيث قالت لمبارك: "شرم الشيخ – يا سيادة الرئيس – ليست عاصمة مصر، وبقاؤك هناك لفترات طويلة يجعل بينك وبين شعبك حاجزًا كبيرًا، إضافة لتكبيد الدولة نفقات كثيرة الشعب أولى بها، فكل وزير يريد أن يقابل الرئيس يأخذ طيارة رايح وطيارة جاى، وكله من مال الشعب. واختتمت الدكتورة عائشة رسالتها لحسنى مبارك بقولها له: "مكانك في القاهرة سيجعلك تشعر بالأزمة الطاحنة التي يعيشها شعبك".

## قالوا عنها
قال الدكتور مفيد شهاب: «إن الدكتورة عائشة راتب كانت وطنية غيورة وجريئة في قول الحق ولها موقف مشهودة وهي في الوزارة، حيث طالبت باستمرار الدعم تضامناً مع الطبقات الكادحة»، فيما قال الدكتور عبد العزيز حجازي «إنه عندما يذكر الحس الوطني يقفز إلى الذهن مباشرة صورة الدكتورة عائشة راتب التي تركت بصمات واضحة في وزارة الشؤون الاجتماعية وجامعة القاهرة».

## المؤلفات
- الفرد والقانون الدولي.
- المنظمات الإقليمية والمتخصصة (بالاشتراك).
- التنظيم الدبلوماسي والقنصلى.
- النظرية المعاصرة للحياد.
- ثورة 23 يوليو 1952.
- العلاقات الدولية.
- العلاقات الدولية العربية.
- المناطق المنزوعة السلاح.
- بعض الجوانب القانونية للنزاع العربي - الإسرائيلي.
- التنظيم الدولي.
- القانون الدولي العام (بالاشتراك).

## الجوائز والأوسمة
جائزة الدولة التقديرية في العلوم الاجتماعية من المجلس الأعلى للثقافة، عام 1995.